# Geschichte der Eisenbahn in Griechenland

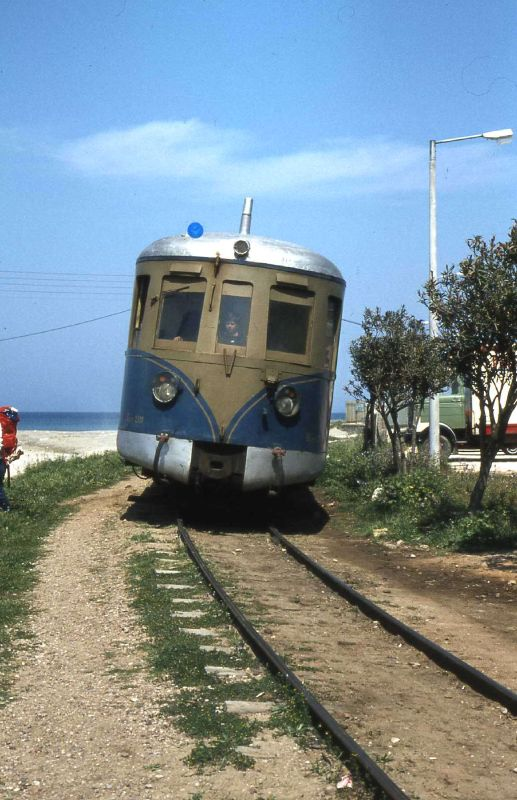
Dieseltriebwagen (Uerdingen 1936) 1981 in Kyllini

Die Geschichte der Eisenbahn in Griechenland umfasst die organisatorischen und technischen Entwicklungen des Eisenbahnverkehrs auf dem Gebiet der Republik Griechenland vom 19. Jahrhundert bis zur Gegenwart. Sie begann 1869. Unabhängig voneinander entstanden zunächst einzelne Inselbetriebe, die erst im Laufe der Zeit zusammenwuchsen.

## Anfänge
Bereits Mitte des 19. Jahrhunderts hatte Nicolaus Zink als Angehöriger des griechischen Ingenieurkorps im Auftrag der Regierung die erste Eisenbahnstrecke geplant. Es dauerte aber bis 1869, bevor die erste Strecke in Betrieb ging.

### Athen und Umgebung

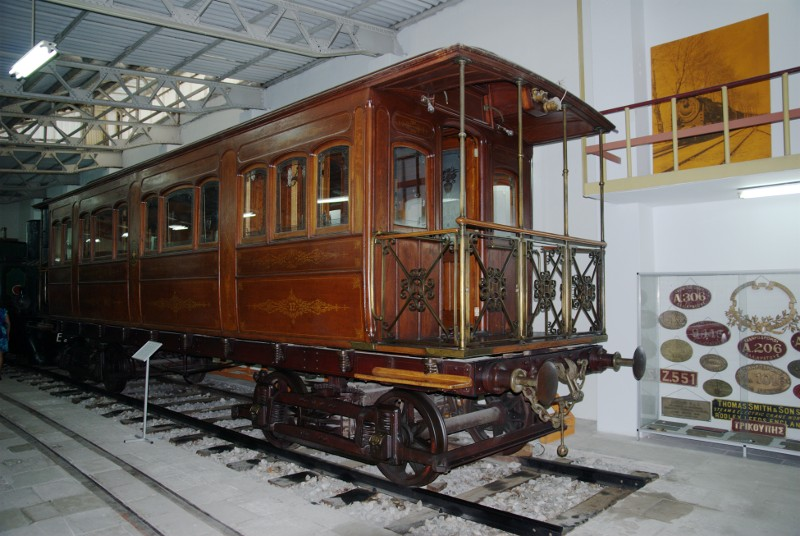
Königlicher Salonwagen der Eisenbahn Piräus-Athen

Die erste Eisenbahn in Griechenland war die privat errichtete, finanzierte und 1869 eröffnete Verbindung vom Hafen Piräus nach Athen. Sie diente vorwiegend dem Nahverkehr und ist heute Teil des U-Bahn-Netzes der Metro Athen. Hierbei wurde Normalspur gewählt.
Die 1902 gegründete Aktiengesellschaft Hellenic Railways Company / Chemins de Fer Helléniques begann 1904 den Bau der normalspurigen Bahnstrecke Piräus–Larisa. Die Strecke wurde 1909 bis Papapouli an der damaligen Grenze zum Osmanischen Reich verlängert.

### Osmanisches Reich

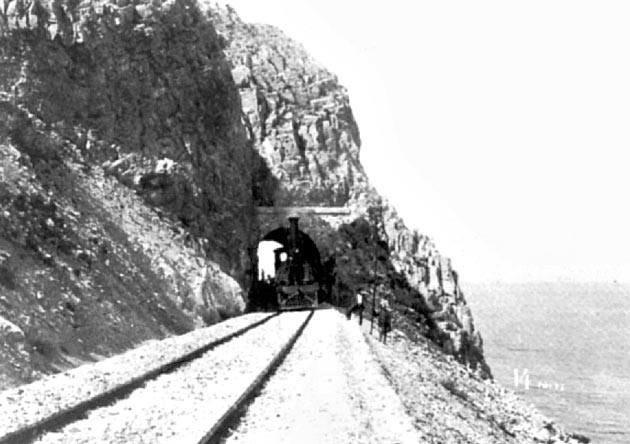
Auf der Strecke Platy–Bitola, 1891

Das heute griechische Makedonien und Thrakien, gehörten bis 1912 zum Osmanischen Reich. Die ersten Eisenbahnstrecken entstanden dort durch die von Baron Hirsch gegründete Compagnie des Chemins de fer Orientaux (CO), im deutschen Sprachraum auch als Orientbahn bezeichnet. Die Konzessionen für Bau und Betrieb der Bahnen erteilte der osmanische Sultan. So entstanden die
- Bahnstrecke Thessaloniki–Idomeni von 1871 bis 1873. Sie stellte den Anschluss von Thessaloniki (damals: Saloniki) an die Hauptachse Wien–Konstantinopel in Niš her.
- Bahnstrecke İstanbul Sirkeci–Swilengrad–Bulgarien–Mitteleuropa (abschnittsweise Eröffnung ab 1870),
- Bahnstrecke Pythio–Alexandroupoli (Pythio–Alexandroupoli) als Zweigstrecke der Strecke İstanbul Sirkeci–Swilengrad 1874 und
- Thessaloniki–Platy–Bitola, 1892.

Die Verbindung zwischen den beiden in Thessaloniki und Alexandroupoli endenden Strecken der Orientbahn stellte die Bahnstrecke Thessaloniki–Alexandroupoli her. Sie wurde von der Société du Chemin de Fer Ottoman Jonction Salonique–Constantinople (JSC) ab 1893 errichtet, die explizit zu diesem Zweck gegründet wurde. Das Osmanisches Reich versuchte mit dieser Strecke seine westlichsten Provinzen zu sichern. Sie war in erster Linie also eine militärstrategische Angelegenheit. Ab 1895 konnte sie durchgängig befahren werden.

### Thessalien

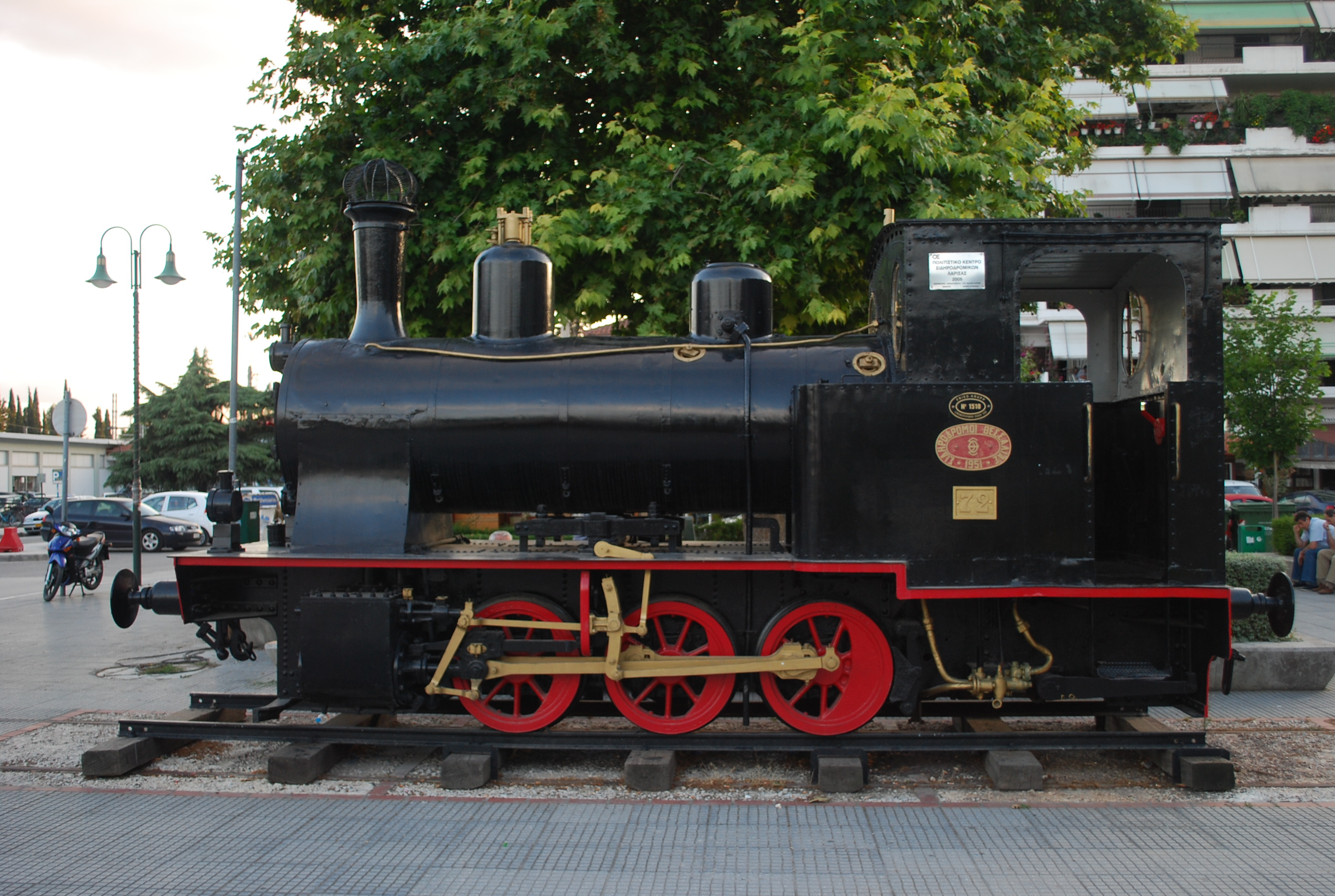
Nr. 72 (Krupp Fabrik-Nr. 1510/35) des thessalischen Meterspurnetzes – Denkmallokomotive in Larisa

Nachdem das Königreich Griechenland 1881 Thessalien erobert hatte, entstand 1884 die Eisenbahnstrecke von der Hafenstadt Volos nach Larisa und von Volos nach Kalambaka, damals in Meterspur ausgeführt.

### Peloponnes

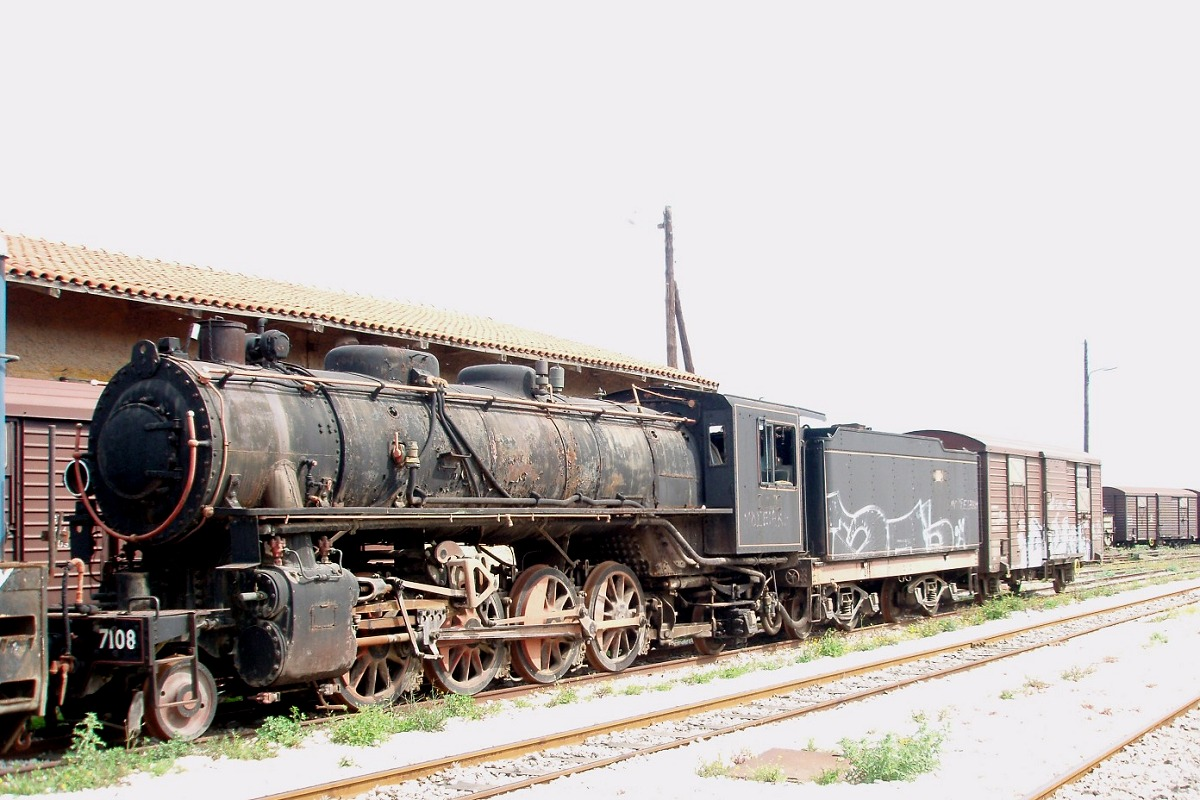
Dampflokomotive im Bahnhof Korinth (Baureihe S118 des USATC)

Ab den 1880er Jahren wurde von Athen ausgehend und sich zunächst in Richtung und über die Peloponnes erstreckend durch die Sidirodromi Pireos–Athinon–Peloponnissou (SPAP) ein umfangreiches meterspuriges Netz errichtet. Die erste Strecke, die Bahnstrecke Piräus–Patras, ging in ihrem ersten Abschnitt 1883 in Betrieb. Der Streckenausbau auf der Peloponnes dauerte etwa 20 Jahre.

### Nordwestbahn
Die griechische Nordwestbahn – ein kleines Netz, das aus der meterspurigen Bahnstrecke Kryoneri–Agrinio und zwei kurzen Zweigstrecken bestand – ging ab 1890 in Betrieb. Erbaut und betrieben wurde es von der Sidirodromi Voreioditikis Ellados (SVDE). 1953 übernahm die SPAP das Netz, zusammen mit der SPAP ging das Netz 1962 an die SEK. Mit dem übrigen Eisenbahnnetz Griechenlands war es nur über das Trajekt Kryoneri–Patras verbunden. Das Netz der Nordwestbahn wurde von der SEK 1970 eingestellt. Ab 1996 wurde die nicht abgebaute Strecke abschnittsweise saniert. Eine erneute Betriebsaufnahme blieb jedoch aus und die Arbeiten wurden 2004 wieder eingestellt. Planungen, die Strecke umzuspuren und bis Ioannina zu verlängern, wurden bislang nicht umgesetzt.

## Gesamtnetz

### Kriege und die Folgen

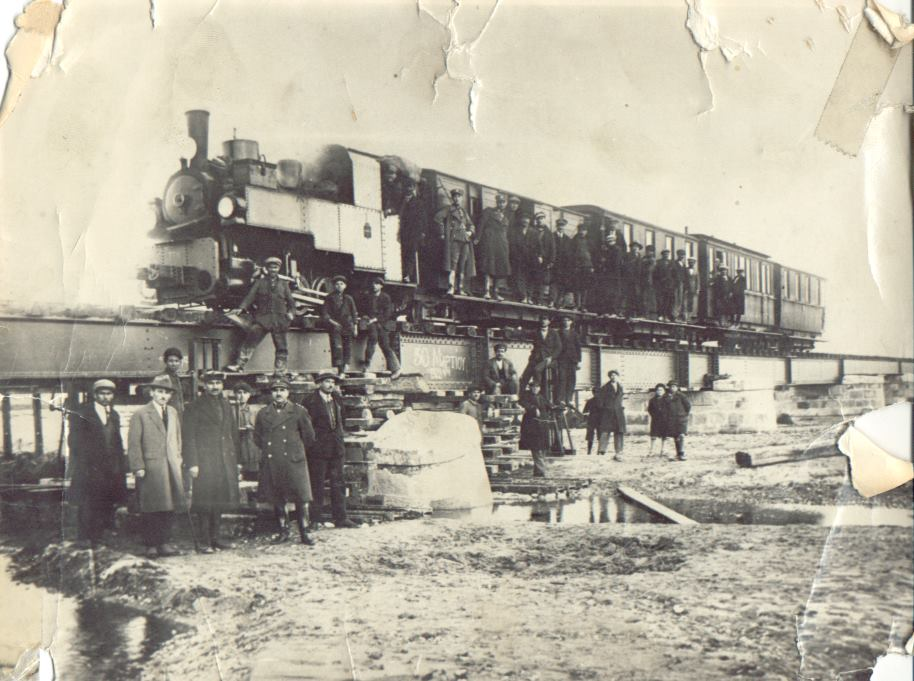
Ehemalige Feldbahn Chemins de fer Vicinaux de Macedonie in Orma 1918

Nach den Balkankriegen fiel 1913 Makedonien an Griechenland. Das ermöglichte den weiteren Ausbau der normalspurigen Bahnstrecke von Athen über Papapouli hinaus nach Platy – und damit der Anschluss an Thessaloniki. Dies erfolgte während des Ersten Weltkriegs von 1914 bis 1916. Nach dem Ersten Weltkrieg erhielt Griechenland 1919 durch den Vertrag von Neuilly-sur-Seine auch Thrakien. Während des Krieges waren durch das Militär an der Salonikifront einige Feldbahnen errichtet worden, die der griechische Staat übernahm und noch einige Zeit im Zivilverkehr betrieb. Dazu zählten die
- Bahnstrecke Perivolaki–Nea Zichni (600-mm-Spur)
- Decauville-Bahn Narès–Inglis–Topçin–Vatiluk
- Bahnstrecke Skidra–Aridea (600-mm-Spur) und davon abzweigend
  - die Strecke Apsalos–Orma

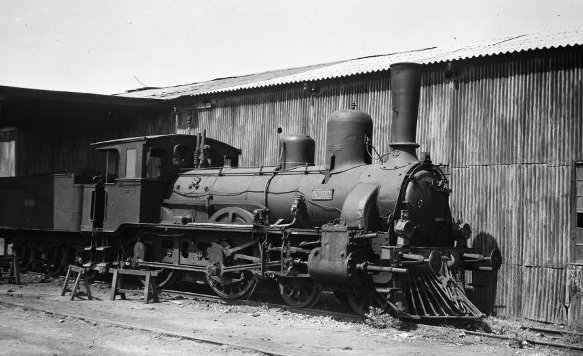
Lok Nr. 102 der CFFH (Foto: 1953)

Der griechische Staat übernahm nun alle bis dahin privaten Bahnen in Staatseigentum. Eine Ausnahme bildeten die Strecken östlich von Alexandroupoli, die von einer speziell dafür gegründeten Gesellschaft, der Chemin de fer Franco-Hellenique (CFFH), betrieben wurden. Grund dafür war die neue Grenzziehung nach dem Griechisch-Türkischen Krieg von 1919 bis 1922. Infolge des Vertrags von Lausanne schnitt die griechische Grenze zur Türkei die Hauptachse Wien–Konstantinopel nordwestlich und südlich von Edirne zwei Mal. Die nordöstlichsten Gebiete Griechenlands waren mit der Eisenbahn so nur über türkisches, die Stadt Edirne von Istanbul aus nur über griechisches Gebiet erreichbar. Es sollte ein halbes Jahrhundert bis 1971 dauern, bis durch Neubau von Abschnitten jeweils auf griechischem und türkischen Gebiet die Streckenführung der neuen Grenzziehung angepasst wurde. Bis dahin verkehrten auf dem Abschnitt Swilengrad–Pythio Züge beider Staaten.
Die Besatzung Griechenlands durch Deutschland, Italien und Bulgarien während des Zweiten Weltkriegs hatte zur Folge, dass 93 % der Loks, 98 % der Personenwagen, 84 % der Güterwagen sowie weitere Bahninfrastruktur wie Brücken und Tunnel zerstört wurden.
In seinem Sammelwerk „Die Opfer Griechenlands im Zweiten Weltkrieg“ fasste der Architekt Konstantinos Doxiadis die Verluste des griechischen Bahnnetzes zusammen. So wurden alle 29, vor dem Krieg vorhandenen, Brücken mit mehr als 40 m Länge während der Besatzung zerstört. Zusätzlich wurden 55 Brücken mit einer Länge zwischen 10 und 40 Metern zerstört.

#### SEK

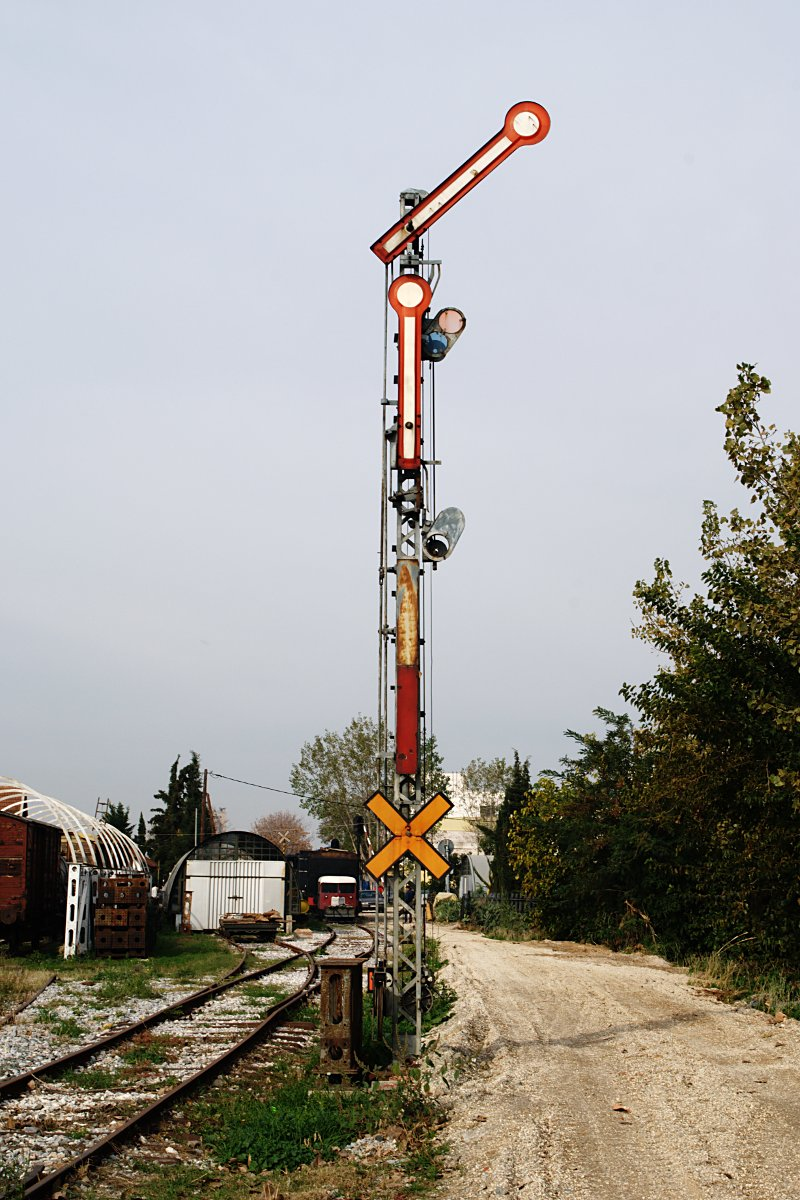
Flügelsignal aus der Zeit der SEK

1920 wurden die meisten der bisher in Griechenland tätigen Bahngesellschaften in der neugegründeten Staatsbahngesellschaft, Sidirodromoi Ellinikou Kratos (SEK) (Eisenbahnen des griechischen Staates, früher auch: international Chemins de Fer de l’État Hellénique – CEH) zusammengefasst. Ausgenommen blieben zunächst
- die Stadtbahnstrecke Piräus–Athen–Kifissia[8],
- die – aus politischen Gründen – von der CFFH betriebenen Strecken östlich von Alexandroupoli, weil sie teilweise auf türkischem Gebiet verliefen und deshalb nicht ohne weiteres von Griechenland verstaatlicht werden konnten, und
- das (meterspurige) Netz der SPAP.

Der Ausbau und die Ergänzung des Streckennetzes der SEK hielten sich in der Folgezeit in Grenzen. Dazu zählten:
- um 1930 der begonnene aber abgebrochene Versuch, die Bahnstrecke Paleofarsalos–Kalambaka nach Kozani zu verlängern[9],
- 1938 eine Stichstrecke von Nea Zihini zum Hafen von Amfipoli (25 km)[10],
- 1950 eine 60 Kilometer lange Strecke von Amyndeo über Ptolemaida nach Kozani in Normalspur. Sie erschloss die Braunkohlegruben und Kraftwerke im Bereich Ptolemaida und Kozani.[11]
- 1955 übernahm der griechische Staat – und damit die SEK – dann auch
  - die Bahnstrecken Alexandroupoli–Pythio und Pythio–Svilengrad von der CFFH[12] und
  - die Thessalischen Eisenbahnen, die damals meterspurigen Strecken: Volos–Paleofarsalos, Paleofarsalos–Kalambaka und Larisa-Volos.[13]
- Bis 1960 wurde die Strecke Larisa–Volos von Meterspur auf Normalspur umgespurt.[14]
- 1962 übernahm die SEK das meterspurige Netz der SPAP auf dem Peloponnes sowie die von der SPAP betriebene Nordwestbahn und die Bahnstrecke von Athen nach Lavrio.[15]

Am 1. Oktober 1968 stießen bei Korinth zwei Reisezüge zusammen, wobei 34 Menschen starben und 150 verletzt wurden.

#### OSE
1973 wurde die Organismos Sidirodromon Ellados (OSE) als Nachfolgeorganisation der SEK gegründet. Sie besteht heute noch. Bis 2013 war die OSE ein integriertes Unternehmen, das als Eisenbahnverkehrsunternehmen wie auch als Betreiber der Infrastruktur agierte. Um EU-Vorgaben zu entsprechen, wurde 2013 für den Betrieb von Personen- und Güterzügen die Tochtergesellschaft TrainOSE aus der OSE ausgegründet. Die OSE sind damit seit 2013 ein reiner Infrastrukturbetreiber. Im Januar 2017 wurde TrainOSE für 45 Mio. Euro an die italienische Staatsbahn Ferrovie dello Stato Italiane (FS) verkauft. Seit Juni 2022 firmiert das Unternehmen als Hellenic Train.
Der Eisenbahnunfall von Tembi am 28. Februar 2023 in der Region Thessalien, bei dem ein Reisezug mit einem Güterzug zusammenstieß, forderte 57 Tote und 25 Verletzte. Er gilt als schwerster Eisenbahnunfall in der griechischen Geschichte und löste landesweite Proteste aus.

## Museales

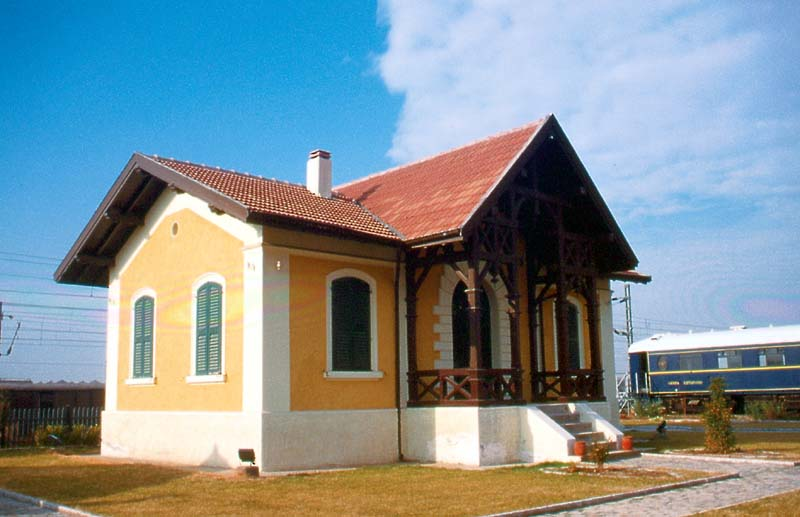
Eisenbahnmuseum Thessaloniki

### Eisenbahnmuseen
Folgende Eisenbahnmuseen gibt es in Griechenland:
- Eisenbahnmuseum Athen
- Eisenbahnpark Kalamata[18]
- Eisenbahnmuseum Thessaloniki

### Bahnen
- Bahnstrecke Diakopto–Kalavryta
- Pilionbahn